# Костюкевич Віктор Митрофанович
Віктор Митрофанович Костюкевич (нар. 1 березня 1953, с. Курошани Токмацький район Запорізька область) — український науковець, доктор наук з фізичного виховання і спорту, професор, заслужений тренер України (1998), педагог, тренер, професор кафедри теорії і методики спорту Вінницького державного педагогічного університету імені Михайла Коцюбинського.

## Біографія
Народився 1 березня 1953 року у с. Курошани Великотокмацького (нині Токмацького) району Запорізької області. Після закінчення Брацлавського сільськогосподарського технікуму трудовий шлях почав техніком-електриком. У 1972—1974 роках служив у лавах Збройних сил СРСР у групі радянських військ у Німеччині. Потім працював електриком на Вінницькому заводі тракторних агрегатів.
У 1979 році закінчив із відзнакою факультет фізичного виховання Вінницького державного педагогічного інституту імені Миколи Островського, де відтоді й працює (нині Вінницький державний педагогічний університет імені Михайла Коцюбинського). Обіймає посади: заступник голови спортивного клубу, викладач, доцент (1993), професор (1998), завідувач кафедри спортивних ігор (1993), завідувач кафедри спорту і спортивних ігор, завідувач кафедри теорії і методики фізичного виховання та спорту, завідувач кафедри теорії і методики  спорту,
Заочно навчався в аспірантурі Всесоюзного науково-дослідного інституту фізичної культури (Москва). 
1991 році захистив кандидатську дисертацію.
Засновник Вінницького хокею на траві, від 1981 року очолює університетську команду з хокею на траві, у 1981—2009 роках — головний тренер команди вищої ліги з хокею на траві «Динамо — ШВСМ — ВДПУ», у 1996—1998 роках — головний тренер чоловічої національної збірної команди України, у 2003—2008 роках — тренер жіночої національної збірної команди України з хокею на траві. Серед вихованців — М. Касянчук. Підготував понад 50 майстрів спорту СРСР та України. 
Лектор центру ліцензування тренерів Федерації футболу України.
Консультант збірної України з хокею на траві. Віце-президент Вінницького клубу з хокею на траві чемпіона України — 2015 «Динамо — ШВСМ — ВДПУ». Викладач УЄФА з футболу. Вивчає теоретичні і практичні проблеми організації тренувального процесу спортсменів. 
У колі досліджень — моделювання тренувального процесу спортсменів командних ігрових видів спорту. 
Активно займається науковою діяльністю , публікується у міжнародних наукометричних базах даних WoS  ,  Scopus .
Член спеціалізованої вченої ради Національного університету фізичного виховання і спорту, науково-методичної ради Федерації футболу України, головний редактор видання «Фізична культура, спорт і здоров'я нації», член редколегії журналу «Наука в Олімпійському спорті».

## Відзнаки
Нагороджений Грамотою Верховної Ради України, Почесною грамотою МОН України, знаком «Відмінник освіти України», знаком «За заслуги перед футболом України».

## Наукові публікації
- Костюкевич В. М. Дипломна робота: Спортивні ігри: структура, зміст, методика написання: навч.-метод. посіб. / В. М. Костюкевич. — Вінниця: ТОВ фірма «Планер», 2005. — 213 с.
- Костюкевич В. М. Контроль змагальної діяльності в хокеї на траві: навч.-метод. посіб. / В. М. Костюкевич, М. В. Сірий. — Вінниця: ВДПУ, 2011. — 67 с.
- Костюкевич В. М. Методичні рекомендації щодо підготовки до заліків і екзаменів із спортивних ігор / В. М. Костюкевич. — Вінниця: ВДПУ, 2002. — 0,8 друк. арк.
- Костюкевич В. М. Метрологічний контроль у фізичному вихованні та спорті: навчальний посібник/ В. М. Костюкевич. — Вінниця: Нілан-ЛТД, 2015. — 255 с.
- Костюкевич В. М. Моделирование соревновательной деятельности в хоккее на траве: [монография] / В. М. Костюкевич. — Київ: Освіта України, 2010. — 564 с.
- Костюкевич В. М. Моделирование тренировочного процесса в хоккее на траве: монография / В. М. Костюкевич. — Вінниця: Планер, 2011. — 735 с.
- Костюкевич В. М. Організація і проведення змагань із спортивних ігор: навч. посіб. для студ. вищ. навч. закл. фізичного виховання / В. М. Костюкевич. — Вінниця: Планер, 2005. — 216 с.
- Костюкевич В. М. Спортивна метрологія: навч. посіб. для студ. фак. фізич. виховання пед. ун-в / В. М. Костюкевич. — Вінниця: ВДПУ, 2001. — 183 с.
- Костюкевич В. М. Спортивні ігри: курс лекцій: навч. посібник для студ. ВНЗ / В. М. Костюкевич, Т. В. Вознюк, А. І. Драчук. — Вінниця: Ландо ЛТД, 2012. — 238 с.
- Костюкевич В. М. Теоретико-методичні аспекти тренування спортсменів високої кваліфікації: навч. посіб / В. М. Костюкевич. — Вінниця: Планер, 2007. — 272 с.
- Костюкевич В. М. Теорія і методика викладання спортивних ігор: курс лекцій: навч. посіб / В. М. Костюкевич, Т. В. Вознюк, А. І. Драчук. — Вінниця: ВДПУ, 2005. — 150 с.
- Костюкевич В. М. Теорія і методика викладання футболу: навч. посіб. / В. М. Костюкевич, О. А. Перепелиця, С. А. Гудима. — Вінниця: Планер, 2009. — 312 с.
- Костюкевич В. М. Теорія і методика спортивної підготовки у запитаннях і відповідях: навч.-метод. посіб. / В. М. Костюкевич. — Вінниця: Планер, 2016. — 158 с.
- Костюкевич В. М. Теорія і методика спортивної підготовки (на прикладі командних ігрових видів спорту): навч. посіб. / В. М. Костюкевич. — Вінниця: КНТ, 2016. — 615 с.
- Костюкевич В. М. Теорія і методика тренування спортсменів високої кваліфікації: навч. посіб. для студ. вищ. навч. закл. / В. М. Костюкевич. — Київ: Освіта України, 2009. — 274 с.
- Костюкевич В. М. Управление тренировочным процессом футболистов в годичном цикле подготовки: монография / В. М. Костюкевич. — Винница: Планер, 2006. — 683 с.
- Костюкевич В. М.. Футбол: навч. посіб. для студ. фак. фізич. виховання ун-тів і пед. ін-тів / В. М. Костюкевич. — Київ ; Вінниця: ВАТ «Віноблдрукарня», 1996. — 260 с.
- Костюкевич В. М. Управление соревновательной деятельностью спортсменов высокой квалификации в хоккее на траве / В. М. Костюкевич. — Киев: Освіта України, 2010. — 190 с.
- Костюкевич В. М. Управление тренировочным процессом футболистов в годичном цикле подготовки: монография / В. М. Костюкевич. — 2-е изд., доп. и дораб. — Винница: КНТ, 2016. — 683 с.
- Теорія і методика викладання футболу: навч.-метод. посіб. / В. М. Костюкевич, О. А. Перепелиця, С А. Гудима, В. М. Поліщук. — 2-ге вид., перероб. та доп. — Київ: КНТ, 2017. — 297 с.
- Теоретико-методичні основи контролю у фізичному вихованні та спорті: монографія / В. М. Костюкевич, Є. П. Врублевський, Т. В. Вознюк ; ред. В. М. Костюкевич ; Вінницький державний педагогічний університет імені Михайла Коцюбинського, Гомельський государственный университет имени Ф. Скорины. — Вінниця: Планер, 2017. — 217 с.
- Костюкевич В. М. Освідчуюсь та вибачаюсь: поезія / В. М. Костюкевич. — Вінниця: Планер, 2013. — 83 с.

## Редактор видань
- Актуальні проблеми фізичного виховання та методики спортивного тренування: науково-методичний журнал / гол. ред. В. М. Костюкевич; Вінницький державний педагогічний університет ім. М. Коцюбинського. — Вінниця: Планер.
- Фізична культура, спорт та здоров'я нації: збірник наукових праць / ред. В.М. Костюкевич; М-во освіти і науки України, Вінницький держ. пед. ун-т ім. М. Коцюбинського, Житомирський держ. ун-т ім. І. Франка.— Вінниця.